# Contaminación cruzada
La contaminación cruzada es el proceso por el cual los alimentos entran en contacto con sustancias ajenas, generalmente nocivas para la salud. Un ejemplo típico de contaminación cruzada es el contacto de la sangre de la carne con alimentos cocidos. La sangre cruda en algunos casos contiene bacterias que dan origen al síndrome urémico hemolítico.

## Contaminación de los alimentos indirecta
Es la más frecuente y difícil de controlar. Se da cuando un alimento limpio entra en contacto con una superficie que anteriormente tocó un alimento contaminado. Por ejemplo, cortar pan con un cuchillo con el que se fileteó carne cruda. Algunos de los problemas de la contaminación cruzada están relacionados con la presencia en pequeñas cantidades de un determinado alérgeno en alimentos procesados procedentes de otro alimento que está presente en las mismas instalaciones.

## Contaminación cruzada y trastornos relacionados con el gluten

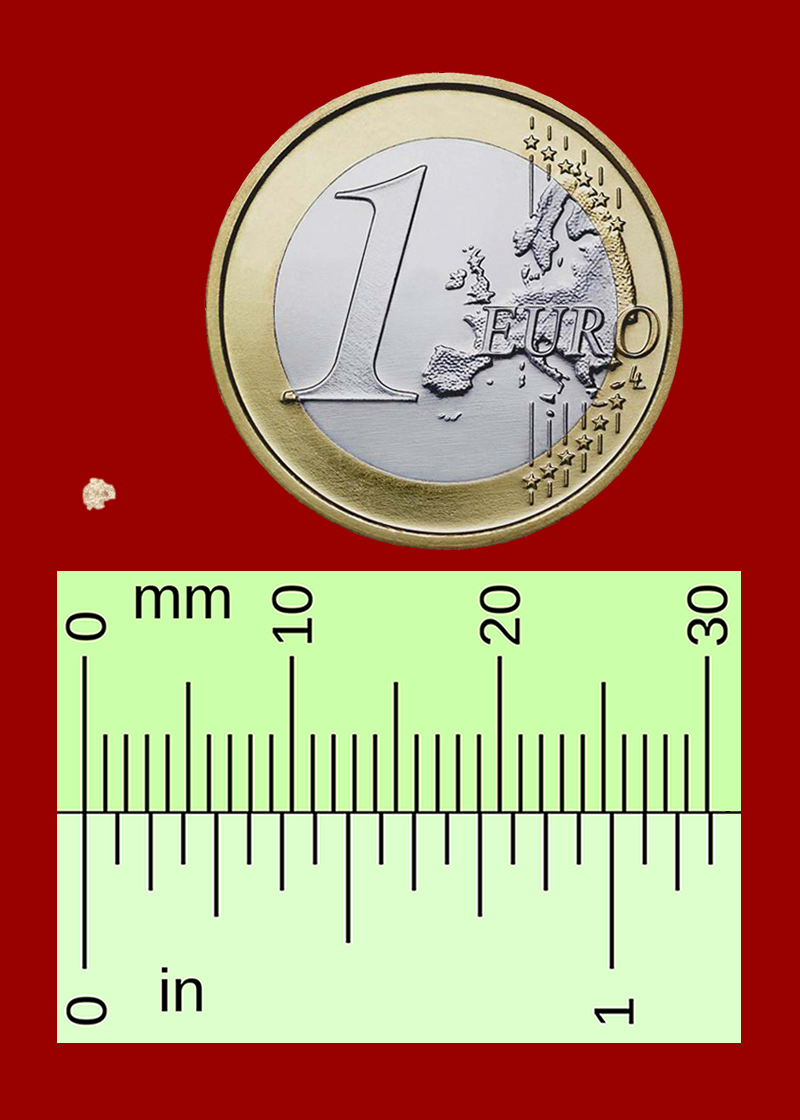
Cantidades microscópicas de gluten, como las contenidas en una mota de harina de trigo o en una sola miga de pan de este tamaño, son suficientes para que su ingestión provoque una reacción del sistema inmunitario y la aparición de síntomas (digestivos o de otro tipo) en las personas celíacas o con sensibilidad al gluten no celíaca, cuando están siguiendo una dieta sin gluten. El consumo de gluten, sea voluntario o no, puede producir complicaciones graves, como otras enfermedades autoinmunes, cánceres, trastornos neurológicos y osteoporosis.

Las personas con trastornos relacionados con el gluten, como la enfermedad celíaca y la sensibilidad al gluten no celíaca, deben llevar una dieta estricta libre de trigo, avena, cebada y centeno (TACC). La ingestión de cantidades microscópicas de gluten, como una mota de harina de trigo o una sola miguita de pan, es suficiente para provocar una reacción del sistema inmunitario, aunque no siempre se manifiesta con síntomas evidentes ni inmediatos.
Existe la posibilidad de que alimentos en principio libres de gluten puedan entrar en contacto en algún momento con gluten, lo que los convertiría en no aptos para su consumo (presencia de «trazas» de gluten en el producto final). De ahí la necesidad de los celíacos de contar con un sistema que verifique los procesos productivos, a fin de informar qué productos son aptos para consumo, aún si sus componentes son aptos. La contaminación cruzada puede ocurrir en cualquier punto de la cadena alimenticia (contaminación en origen, transporte, almacenamiento, preparación, en la propia mesa durante el consumo, etc.). En el hogar de un celíaco o sensible al gluten, la mejor regla para evitar las contaminaciones inadvertidas por gluten consiste en eliminar los alimentos con gluten y sustituirlos por sus equivalentes sin gluten, ampliamente disponibles en la actualidad. De esta forma, toda la unidad familiar puede comer con tranquilidad la misma comida. Una vez excluido el gluten del domicilio, y salvo errores, las principales fuentes de contaminación radican en realizar comidas fuera del propio domicilio (bares, restaurantes, casas de familiares o amigos, etc.).